# Торнадо Эль-Рино — Пьемонт
В вечерние часы 24 мая 2011 года большой, длинный и исключительно интенсивный торнадо EF5 , обычно известный как торнадо Эль-Рино–Пьемонт или Эль-Рино EF5 , затронул районы вблизи или внутри населенных пунктов Эль-Рино , Пьемонт и Гатри , убив девять человек и ранив 181 другого. После того, как торнадо произвел невероятные разрушения в нескольких местах на пути длиной более 60 миль (97 км), ему был присвоен рейтинг EF5 по расширенной шкале Фудзиты с пиковой скоростью ветра свыше 210 миль в час (340 км/ч), хотя мобильный доплеровский радар обнаружил, что торнадо обладал скоростью ветра до 295 миль в час (475 км/ч). Это первое торнадо категории F5/EF5, произошедшее в Оклахоме с 3 мая 1999 года, когда торнадо категории F5 опустошил районы в районе мегаполиса Оклахома-Сити и его окрестностей .
Торнадо приземлился в юго-западном округе Канадиэн и быстро стал интенсивным, оцарапав множество деревьев, проходя через районы в нескольких милях к юго-западу от Калумета . Когда он приблизился и пересек I-40 к западу от Эль-Рино , он достиг своей максимальной интенсивности. Находившийся рядом 20 000-фунтовый (9 100 кг) нефтяной автоцистерна, припаркованная на месте добычи нефти возле межштатной автомагистрали, была отброшена примерно на одну милю (1,6 км) в лесистый овраг. Несколько домов были полностью снесены вдоль I-40, деревья были полностью оцарапаны, а земля в некоторых районах была сильно размыта. На близлежащей нефтяной платформе Кактус-117 1 900 000-фунтовая (860 000 кг) нефтяная вышка была опрокинута и перевернута три раза. Торнадо немного ослабел, пройдя к северу от Эль-Рино, и продолжил движение на северо-восток, причинив ущерб уровня EF3–EF4 в сельской местности. Затем торнадо вновь усилился и прошёл к северо-западу от Пьемонта с интенсивностью, соответствующей уровню EF4, сровняв с землёй несколько домов и приведя к гибели людей. Двигаясь в округа Кингфишер и Логан к югу от Кэшиона , торнадо несколько раз колебался в пределах от EF2 до EF3, причиняя ущерб различной степени. После этого торнадо резко ослаб, причинив ущерб уровня EF0–EF1 вдоль северной стороны Гатри , прежде чем рассеяться.
2011 год был плодотворным годом для торнадо и связанных с ними смертей, с многочисленными разрушительными вспышками. Торнадо Эль-Рино–Пьемонт произошло во время вспышки в Оклахоме и Великих равнинах , которая вызвала несколько сильных и жестоких торнадо около столичного района Оклахома-Сити 24 мая, и само по себе было частью последовательности вспышек торнадо, охватывающей период с 21 по 26 мая . Штормы в Оклахоме произошли всего через два дня после разрушительного торнадо EF5, обрушившегося на Джоплин, штат Миссури , в результате которого погибло 158 человек и который стал самым дорогостоящим торнадо в истории США. Кроме того, город Эль-Рино печально известен как место других интенсивных торнадо. 31 мая 2013 года торнадо к югу от города стал крупнейшим из когда-либо зарегистрированных, с шириной 2,6 мили (4,2 км) и скоростью ветра, зафиксированной радаром, более 296 миль в час (476 км/ч). Огромный многовихревой торнадо убил восемь человек, включая трех охотников за штормами, и получил рейтинг повреждений EF3. В 2019 году кратковременный низкоуровневый торнадо EF3 , возникший из интенсивной линии шквала, ударил к юго-востоку от Эль-Рино, убив двух человек и ранив десятки других.

## Синоптическая ситуация
Утро
Утром 24 мая мощная ложбина верхнего уровня (вытянутая область низкого атмосферного давления наверху) продвинулась в сторону Великих равнин с юго-запада США и приняла отрицательный наклон, став ориентированной с северо-запада на юго-восток.  
В то же время южный поток принес влагу на север через Техас и южные Великие равнины, что позволило точкам росы в Центральной Оклахоме достичь 18–21 °C (64–70 °F). 504–505  Эта влажность при температурах в середине диапазона 80 °F (27 °C) обеспечила достаточно конвективной доступной потенциальной энергии (или CAPE, мера атмосферной нестабильности ); значения достигли 2500–4000 Дж/кг. Скорости градиента на среднем уровне были почти сухими адиабатическими.
Поздним утром короткая волна , заложенная в основной ложбине длинноволновой волны, продвигалась быстрее, продвигая сухую линию в западную Оклахому, где она встречалась с уже имеющейся влажностью. Продвижение короткой волны также принесло сильный сдвиг ветра и «невероятно высокие» значения относительной спиральности шторма, превышающие  Совпадение всех этих факторов предвещало развитие интенсивных конвективных гроз.

### Прогноз

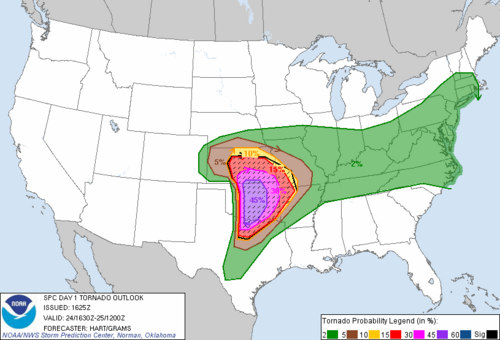
Forecast May 24, 2011

Этот риск был предсказан Центром прогнозирования штормов (SPC) Национальной метеорологической службы и его местным офисом прогнозов в Нормане, штат Оклахома . Прогнозы Центра прогнозирования штормов относительно суровой погоды достигли кульминации в определении зоны высокого риска над Великими равнинами на 24 мая. Выпущенный в 11:25 утра по центральному поясному времени (CDT), прогноз Центра прогнозирования штормов на этот день подчеркнул риск торнадо, который включал центральную Оклахому в большой регион с 45% вероятностью приземления торнадо в пределах 25 миль (40 км) от любой заданной точки и 10% или более вероятностью значительного (EF2+) торнадо в пределах того же радиуса 25 миль (40 км).
В 12:50 Центр прогнозирования штормов объявил об особо опасной ситуации (PDS) ,которая будет действовать до 22:00 для большей части центральной части Оклахомы, простирающейся от границы штата с Канзасом через столичный округ Оклахома-Сити и далее в северный Техас .В тексте предупреждения о торнадо вновь содержалось предупреждение о возможном развитии «разрушительных торнадо... …некоторые из которых могут иметь продолжительную траекторию и быть сильными или даже разрушительными»

### Посвящение
Грозы начали развиваться до 14:00 в северо-южной линии, к востоку от сухой линии, где инверсия шапки была наиболее слабой, в том числе вблизи Алтуса и Лоутона на юго-западе Оклахомы. Плотно расположенные грозовые ячейки быстро приобрели классические характеристики суперячейки по мере продвижения на северо-восток. Шторм, вызвавший торнадо Эль-Рено-Пьемонт, образовался примерно в 93 милях (150 км) к западу-юго-западу от Оклахома-Сити.

## Сводка по торнадо

### Начало
Суперячейка, которая в конечном итоге породила торнадо Эль-Рино-Пьемонт, сначала создала торнадо в округе Каддо, штат Оклахома , который проследовал от запада города Лукеба к северо-востоку от него. Торнадо Лукеба образовалось в 15:31 и продолжалось около 16 минут, пройдя девять миль (14 км) и разрушив несколько строений. Торнадо шириной 800 ярдов (730 м) получил рейтинг повреждений EF3. По мере того, как торнадо Лукеба двигалось на северо-восток к границе округов Каддо и Канада, между 15:40 и 15:42 мезоциклон суперячейки расширился и немного ослаб; за этим последовало развитие второго мезоциклона от первоначального на восток-юго-восток между 15:42 и 15:44  Это ознаменовало начало распада торнадо Лукеба, который полностью рассеялся к 15:47 В течение следующих нескольких минут первоначальный западный мезоциклон ослабел, поскольку новый мезоциклон объединился, а обнаружение радаром ограниченной слабой области эха внутри шторма показало, что его восходящий поток усилился в этот период.